# Конференция при Высочайшем дворе
Конференция при Высочайшем дворе (Конференция министров) — высшее государственное учреждение Российской империи. Была создана в 1756 году по инициативе канцлера А. П. Бестужева-Рюмина. Упразднена в 1762 году. 
Формально считалась совещательным органом, но в большинстве случаев действовала самостоятельно от имени императрицы. Конференция пользовалась законодательной властью, давала указания и распоряжения Сенату, Синоду, коллегиям и другим центральным учреждениям империи.

## Возникновение
В качестве постоянно действующего учреждения возникла по образцу австрийского гофкригсрата из «конференции по иностранным делам» — не периодически созываемых совещаний, пришедших на смену совещаниям Кабинета министров и собиравшихся при дворе согласно указу Елизаветы Петровны от 12 (23) декабря 1741 года для обсуждения важнейших вопросов внешней политики. На совещании конференц-министров 14 марта 1756 года было объявлено указание императрицы проводить такие заседания регулярно, по определённым дням и при постоянном составе участников.

## Полномочия, порядок работы и состав
Полномочия и круг вопросов, подлежавших ведению Конференции, не были чётко определены. Формально Конференция по своему значению была приравнена к Сенату и Синоду, но по указу от 5 октября 1756 года получила право посылать им «резолюции к исполнению» в виде выписок («экстрактов») из протоколов. Центральным учреждениям Конференция посылала рескрипты (от имени императрицы) и получала в ответ реляции (снова на имя Елизаветы Петровны).
Цели и порядок работы Конференции были изложены в протоколе организационного заседания конференц-министров от 14 марта 1756 года. Органом общегосударственного значения она не стала и решала задачи специального характера, в основном относившиеся к проведению согласованной внутренней и внешней политики накануне и в ходе Семилетней войны.
Конференция состояла из «присутствия» конференц-министров и канцелярии. В «присутствие» по должности входили руководители дипломатического, военного и военно-морского ведомств, начальник Канцелярии тайных розыскных дел и генерал-прокурор Сената. Кроме них, распоряжению императрицы, членами «присутствия» были наиболее влиятельные сенаторы и (в течение первого года существования Конференции) наследник престола, великий князь Пётр Фёдорович. Секретарём Конференции и руководителем её канцелярии являлся Д. В. Волков, имевший в подчинении штат из 12 человек (секретари, протоколисты, переводчики, курьеры).

## Деятельность
В сферу деятельности Конференции входило общее руководство дипломатическими отношениями через Коллегию иностранных дел, разработка проектов договоров, конвенций, деклараций и других документов международного характера, общее руководство вооружёнными силами России, контроль за деятельностью главнокомандующих, разработка планов военных кампаний против Пруссии, управление занятой в ходе войны Кёнигсбергской провинцией.
Именно через Конференцию проводятся в жизнь наиболее значительные проекты графа П. И. Шувалова: о «шуваловских» 12-фунтовых единорогах, о формировании Западного корпуса, о монетной реформе и создании Медного банка.
Конференция решала многие административные и кадровые вопросы, но её деятельность во внутренней политике носила избирательный характер лишь в незначительной степени ограничивала прерогативы Сената.
Совет собирался дважды в неделю, по понедельникам и четвергам. В отечественной историографии принята негативная оценка деятельности Конференции. Так, А. А. Керсновский, автор известной «Истории русской армии», находит, что Конференция представляла собой «в русских условиях ухудшенное издание пресловутого „гофкригсрата“»:
Конференция сразу попала всецело под австрийское влияние и, командуя армией за тысячу вёрст от Петербурга, руководилась, казалось, в первую очередь соблюдением интересов венского кабинета.

## Упразднение
После воцарения императора Петра III 25 декабря 1761 (5 января 1762 года) Конференция утратила самостоятельное значение и была упразднена императорским указом от 28 января (8 февраля) 1762 года . Функции Конференции позднее перешли к Совету при Петре III (Императорскому совету, при Екатерине II «Совету при высочайшем дворе»), унаследовавшему аппарат канцелярии Конференции и её систему делопроизводства.

## Конференц-министры

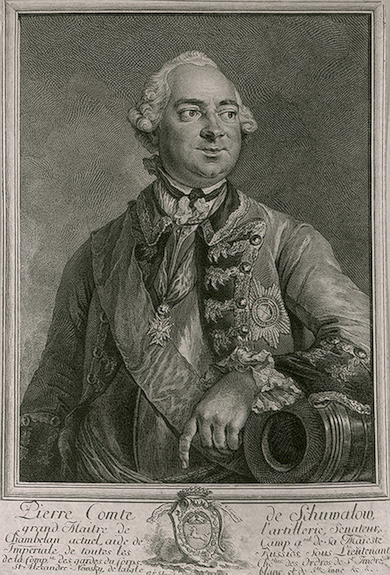
Граф П. И. Шувалов, один из наиболее влиятельных конференц-министров

- Степан Фёдорович Апраксин (14 марта 1756 — 1 сентября 1757)
- Алексей Петрович Бестужев-Рюмин (14 марта 1756 — 14 февраля 1758)
- Михаил Петрович Бестужев-Рюмин (14 марта 1756 — 11 сентября 1757)
- Александр Борисович Бутурлин (14 марта 1756 — 17 сентября 1760)
- Михаил Илларионович Воронцов (14 марта 1756 — 21 января 1762)
- Роман Илларионович Воронцов (28 декабря 1761 — 20 января 1762)
- Михаил Михайлович Голицын (14 марта 1756 — 17 декабря 1757)
- Иван Иванович Неплюев (16 августа 1760 — 20 января 1762)
- Никита Юрьевич Трубецкой (14 марта 1756 — 20 января 1762)
- Яков Петрович Шаховской (16 августа 1760 — 25 декабря 1761)
- Александр Иванович Шувалов (14 марта 1756 — 20 января 1762)
- Пётр Иванович Шувалов (14 марта 1756 — 4 января 1762)
- великий князь Пётр Фёдорович (14 марта 1756 — 5 мая 1757)